# ۱۹۷۱ (فیلم ۲۰۰۷)
«۱۹۷۱» (انگلیسی: 1971 (2007 film)) یک فیلم است که در سال ۲۰۱۲ منتشر شد. از بازیگران آن می‌توان به ویوک میشرا اشاره کرد.